# Peenemünder Haken, Struck en Ruden
Peenemünder Haken, Struck en Ruden is een natuurgebied in de Duitse deelstaat Mecklenburg-Voor-Pommeren, aan beide zijden van de monding van de Peenestrom. Bij het natuurgebied horen het noordelijke deel van het eiland Usedom, het schiereiland Struck en het eiland Ruden. De bescherming van het gebied kwam op 30 maart 1925 tot stand met uitbreidingen op 4 november 1993 en in 2008. 
Door de ongestoorde ontwikkeling is de toestand van het gebied goed. Door recente economische ontwikkeling en toename van natuurlijke vijanden is de toestand van de schorren als rustplaats voor steltlopers verslechterd.

## Afbeeldingen

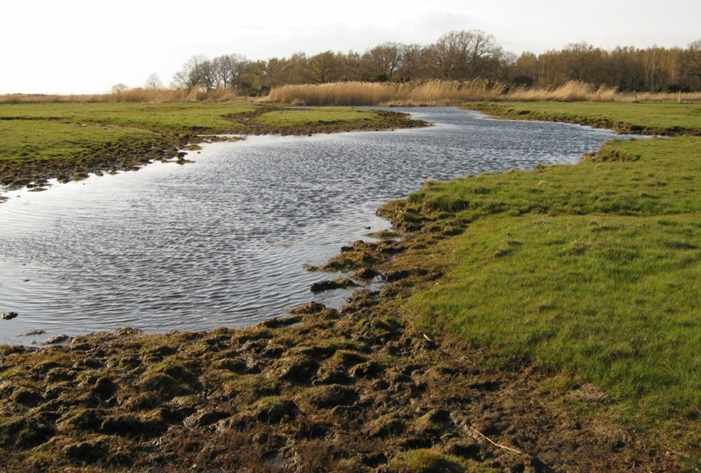
Schiereiland Struck
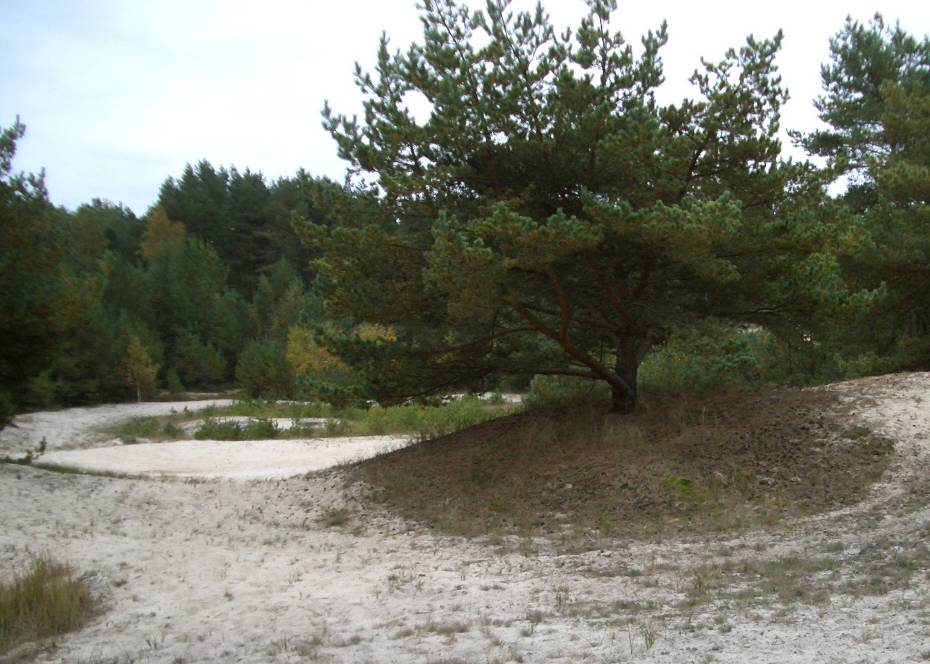
Duinen in Usedom
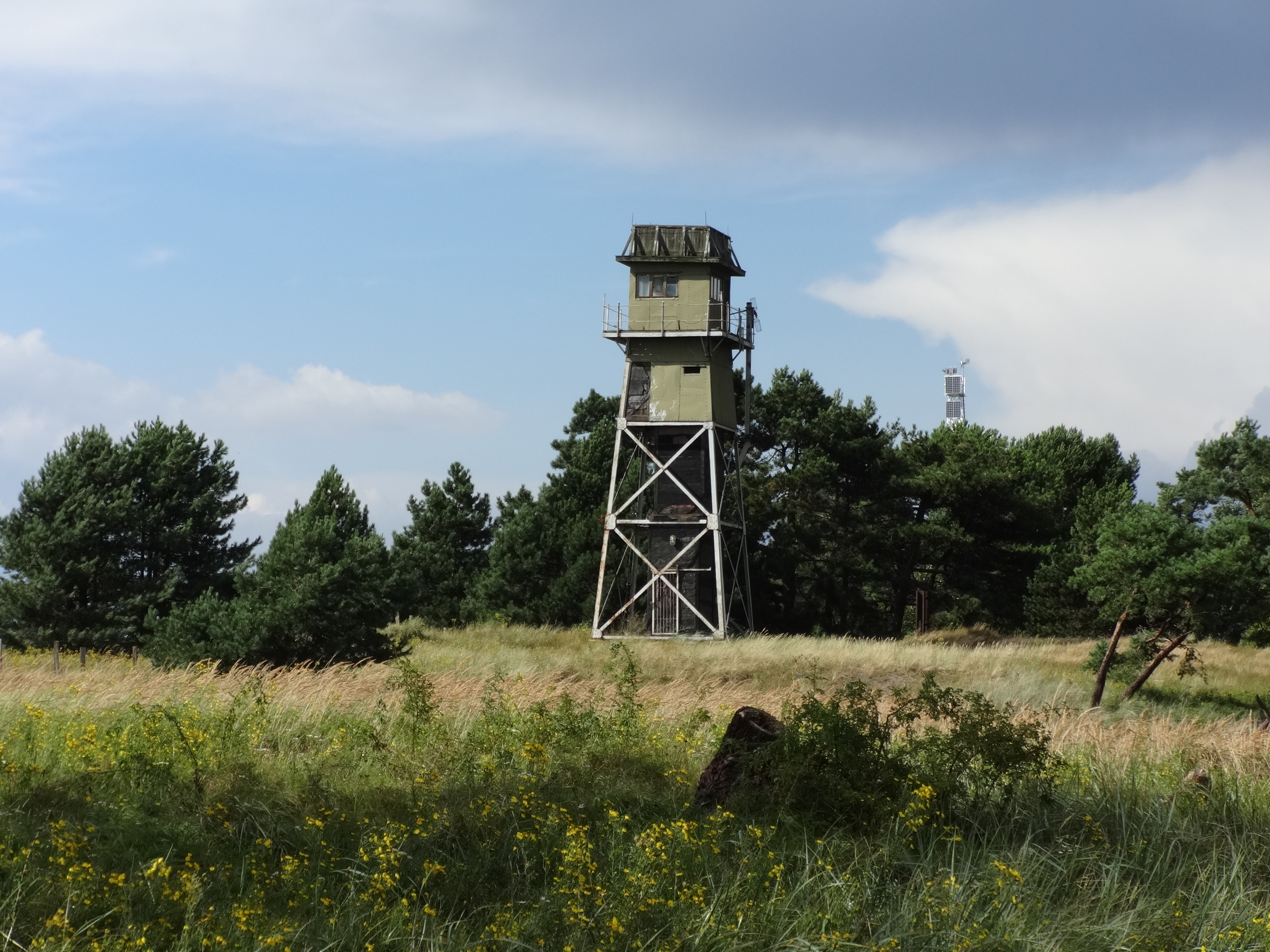
Uitkijktoren in Ruden